# Слосс, Лоуренс Луи
Ло́уренс Луи́ Слосс (англ. Laurence Louis Sloss) – американский геолог и преподаватель, один из основоположников концепции секвентной стратиграфии как отдельной дисциплины.

## Биография
Родился 2 ноября 1966 года в городе Маунтин-Вью, Калифорния, в семье Джозефа и Эдит Слосс. В 1930 году поступил в Стэнфордский университет. После четырёх лет обучения получил степень бакалавра наук в геологии (англ. Bachelor of Science). Осенью 1934 поступил в аспирантуру Чикагского университета, в котором защитил диссертацию на тему «Devonian Rugose Corals from the Traverse Beds of Michigan» и получил степень доктора философии в 1937 году. Следующие девять лет работал в Горной школе в Бьютте, штат Монтана. Первые два года проработал ассистентом, с 1939 по 1943 год доцентом и с 1943 по 1946 год профессором (англ. Associate Professor). Одновременно с преподаванием в горной школе он работал геологом в Бюро добывающей промышленности и геологии штата Монтана. На этой должности он исследовал распределение осадочных пород девонской системы в штате. Вместе с соавтором (Уилсоном Лэйрдом) он опубликовал результаты работы в бюллетене Американской ассоциации геологов-нефтяников. За эту статью он получил премию президента Ассоциации как за лучшую статью года.
В 1947 году начал работать преподавателем на геологическом факультете Северо-Западного университета. Во время работы в университете изучал эволюцию кратонов их тектонику и стратиграфию. В 1951 году вместе с Уильямом Крумбейном издаёт учебник «Стратиграфия и осадконакопление».
С 1961 по 1962 год был президентом Общества промышленных палеонтологов и минералогов (SEPM). В 1968 году был президентом Американского института геологических наук.
В 1979–1980 годах был президентом Геологического общества Америки. В 1980 году удостоился медали имени Уильяма Г. Твенхофела. В 1986 году награждён медалью Пенроуза.
Лоуренс Слосс вышел на пенсию в 1981 году, продолжая при этом проводить лекции и давать консультации. Умер 2 ноября 1996 года после операции в госпитале Эванстона в штате Иллинойс.